# Weißfüßiger Enghalsläufer
| Bilder des Käfers |                            |
| |                            |
| Abb. 1: Kopf von vorn | Abb. 2: Kopf von der Seite |
| |                            |
| Abb. 3: Aufsicht und Seitenansicht | Abb. 4: Unterseite         |
| |                            |
| Abb. 5: Kopf von unten, rechts teilweise koloriert; rot: Fühler; blau: Kiefertaster; grün: Lippentaster; pink: Borstenpaar auf dem vorletzten Glied des Lippentasters                                                                                 |                            |
| |                            |
| Abb. 6: Mittelbrust von schräg unten, rechts teilweise koloriert; ocker: untergeschlagener Teil der Flügeldecken; orange: Begrenzung der Mittelhüfthöhle Mittleres Bein: gelb:Hüfte; pink:Trochanter; blau:Oberschenkel; grün: Epimer der Mittelbrust |                            |

Der Weißfüßige Enghalsläufer oder Ufer-Enghalsläufer (Paranchus albipes) ist ein Käfer aus der Familie der Laufkäfer (Carabidae). Der schwarzbraune Käfer mit gelblichen Füßen ist nicht selten, wird aber wegen seiner Lebensweise und seiner Größe von nur sieben bis neun Millimeter kaum wahrgenommen.
Als Synonym zum Gattungsname Paranchus gilt Platynus, Synonyme zum Artnamen albipes sind flavipes und ruficornis. Im Standardwerk Freude-Harde-Lohse wird der Käfer unter Platynus ruficornis (Goeze, 1777) geführt.
Die Art wird in der Roten Liste gefährdeter Arten Deutschlands sowie in den Ländern Baden-Württemberg und Sachsen-Anhalt als nicht gefährdet eingestuft.

## Bemerkungen zum Namen
Die Art wurde durch Fabricius 1796 unter dem Namen Carabus albipes erstmals beschrieben. Die Beschreibung enthält die Charakterisierung  antennis pedibusque pallidis (lat. mit bleichen Fühlern und Füßen). So erklärt sich der Artname albipes (von lat. álbus weiß und pēs, pédis Fuß, mit weißen Füßen) und der Zusatz „weißfüßig“ des deutschen Namens.
Der Gattungsname Paranchus setzt sich aus dem Namen Anchus und altgr. παρά pará „neben, an Stelle von“ zusammen. Er zeigt die nahe Verwandtschaft zur Anchus. Anchus wird bei Reitter noch als Untergattung von Platynus geführt und umfasst einen Teil der Arten mit abgeschnürtem Halsschild (altgr. άγχω áncho, ich schnüre zusammen). Dies erklärt auch den deutschen Namen „Enghalskäfer“.
Die Gattung Paranchus wurde erst 1974 etabliert. Sie enthält nur drei Arten, die alle in Europa vorkommen.

## Merkmale
Als typischer Laufkäfer lässt das Tier von unten betrachtet sechs Hinterleibssegmente erkennen. Dabei ragen die Hinterhüften über den Hinterrand des ersten Segmentes hinaus, so dass dieses nur seitlich der Hinterhüften sichtbar ist (Abb. 4). Die typischen Laufbeine sind blassgelb und enden alle mit fünfgliedrigen Tarsen. Das lange Endglied der Tarsen trägt ein Krallenpaar, welches ungezähnt ist. Bei den Enghalsläufern tragen die Tarsenglieder unterseits je ein Borstenpaar. Dies gilt auch für das Krallenglied der Hintertarsen (in Abb. 4 bei hoher Auflösung am oberen Fuß erkennbar). Die drei ersten Tarsenglieder der Vorderbeine der Männchen sind leicht erweitert. Sie sind unterseits mit Hafthaaren ausgestattet, um die Kopulationsstellung zu erleichtern. Die Vorderschienen besitzen eine von einem beweglichen Dorn abdeckbare Aussparung, die mit kleinen Borsten begrenzt ist. Diese Putzscharte (in Abb. 4 von unten einsehbar) dient zum Reinigen der Fühler. Vor der Putzscharte ist die Schiene nicht deutlich verbreitert.
Der Kopf ist länger als breit und schmaler als der Halsschild. Die Facettenaugen sind nur mäßig vorgewölbt. Wie bei allen Arten der Unterfamilie befindet sich über dem Augenrand vorne und hinten je ein Porenpunkt, aus dem eine lange Borste entspringt (Supraorbitalborsten, in Abb. 2 gut erkennbar). Die hellen gelblichen Fühler sind elfgliedrig und fadenförmig. Auch ihre Basisglieder sind nicht gekantet. Für die systematische Einteilung ist wichtig, dass die Fühler bereits ab dem vierten Glied fein behaart sind, dieses ist nur an der Basis kahl (In Abb. 6 links gut erkennbar). Die Mundwerkzeuge sind von unten gesehen nicht durch eine Kinnplatte verdeckt (Abb. 5). Die Mandibeln sind nach innen gebogen und zugespitzt. Lippen- und Kiefertaster enden jeweils in einem spindelförmigen Glied. Das vorletzte Glied der Lippentaster trägt nach innen zwei Borsten (in Abb. 5 rechts pink eingezeichnet).
Der Halsschild ist herzförmig und schmal. Vorn ist er etwa so breit wie der Kopf, im vorderen Drittel erreicht er die größte Breite, danach verjüngt er sich stark. Er ist deutlich schmäler als die beiden Flügeldecken gemeinsam, aber breiter als eine einzelne Flügeldecke. Er ist deutlich gerandet, die Hinterwinkel sind spitz ausgezogen. Die Halsschildbasis ist kräftig punktiert.
Die Flügeldecken verbreitern sich nach den Schultern nur wenig und erreichen die größte Breite im hinteren Drittel. Sie enden gemeinsam abgerundet. Seitenrand und Spitze sind aufgehellt. Die Flügeldecken sind durch parallele Furchen in Streifen geteilt. Die neben der Flügeldeckennaht liegende Furche ist hinten nicht vertieft, umgebogen und nach vorn zurücklaufend. Die Furchen sind bei Paranchus albipes im Unterschied zum ähnlichen Paranchus obscurus nicht punktiert.

## Lebensweise
Der Käfer lebt an lehmigen bis sandigen Ufern von stehenden oder fließenden Gewässern. Er kommt sowohl an eutrophen als in oligotrophen Gewässern vor. Er überwintert als Imago.

## Vorkommen
Man findet die Art von Südskandinavien bis Südspanien und Italien, außerdem in Nordafrika, Kleinasien und Nordamerika (holarktisch).